# Muồng trâu
Muồng trâu hay muồng lác hay cây lác hoặc hoa lác (tên khoa học Senna alata) là cây thuốc cũng là cây trồng làm cảnh, thuộc phân họ Vang. Cây thân thảo, có thể cao đến 3 m. Lá hình trứng tà đầu, mọc đối, xếp lại vào ban đêm. Hoa màu vàng nghệ.
Muồng trâu là loài bản địa của Mêhicô, nhưng phân bố tại nhiều nơi trên thế giới. Tại các vùng nhiệt đới loài này có thể sinh trưởng ở độ cao 1.200 m.
Ở Việt Nam loài cây này phân bố từ Thanh Hóa đến Cà Mau, Phú Quốc, tập trung từ Kon Tum, Đắk Lắk, Khánh Hòa, Lâm Đồng, Ninh Thuận, Đồng Nai, Bình Phước và ở Thành phố Hồ Chí Minh.
Muồng trâu có tính mát, có thể dùng để nhuận tràng, giải nhiệt. Lá tươi vò nát trị các bệnh nấm ngoài da rất tốt, đặc biệt là bệnh Lác đồng tiền.

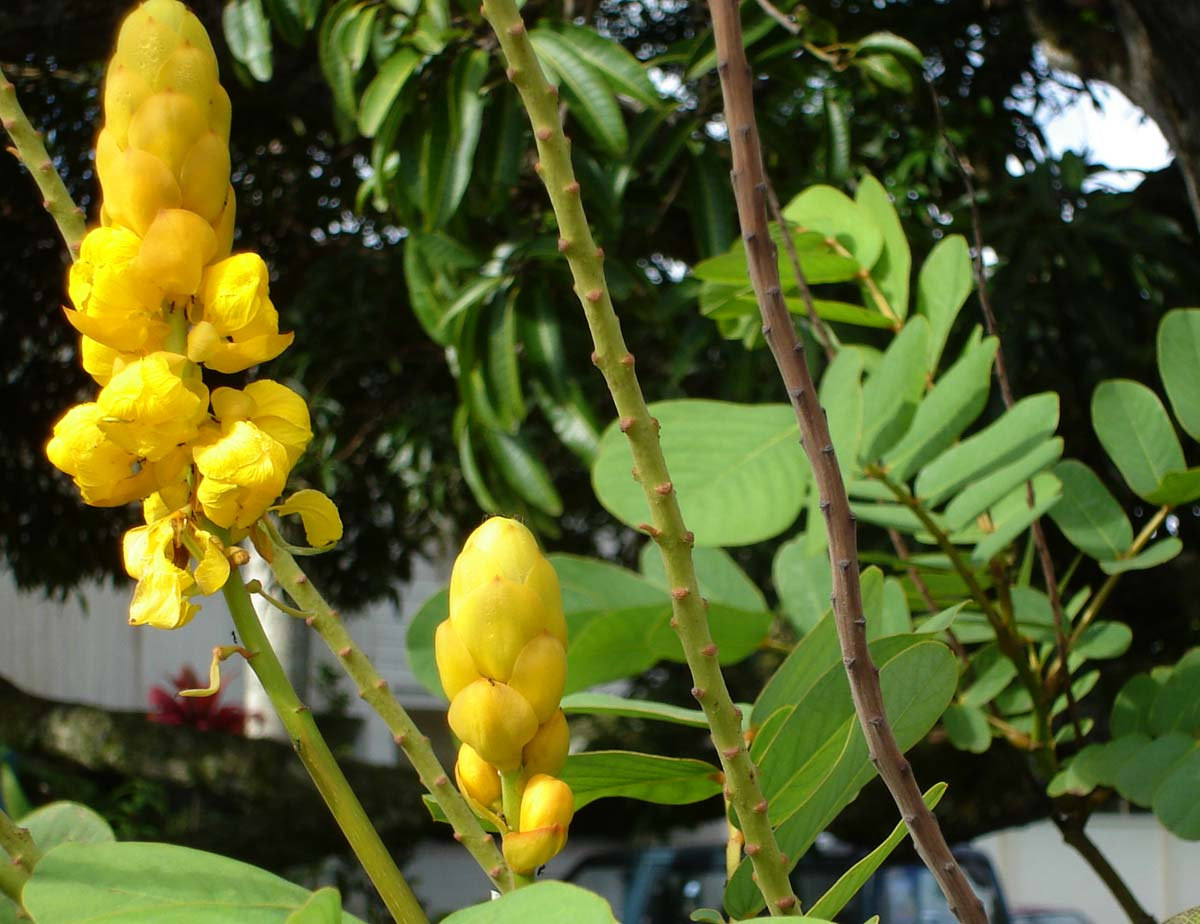
Cụm hoa và tán lá muồng trâu.
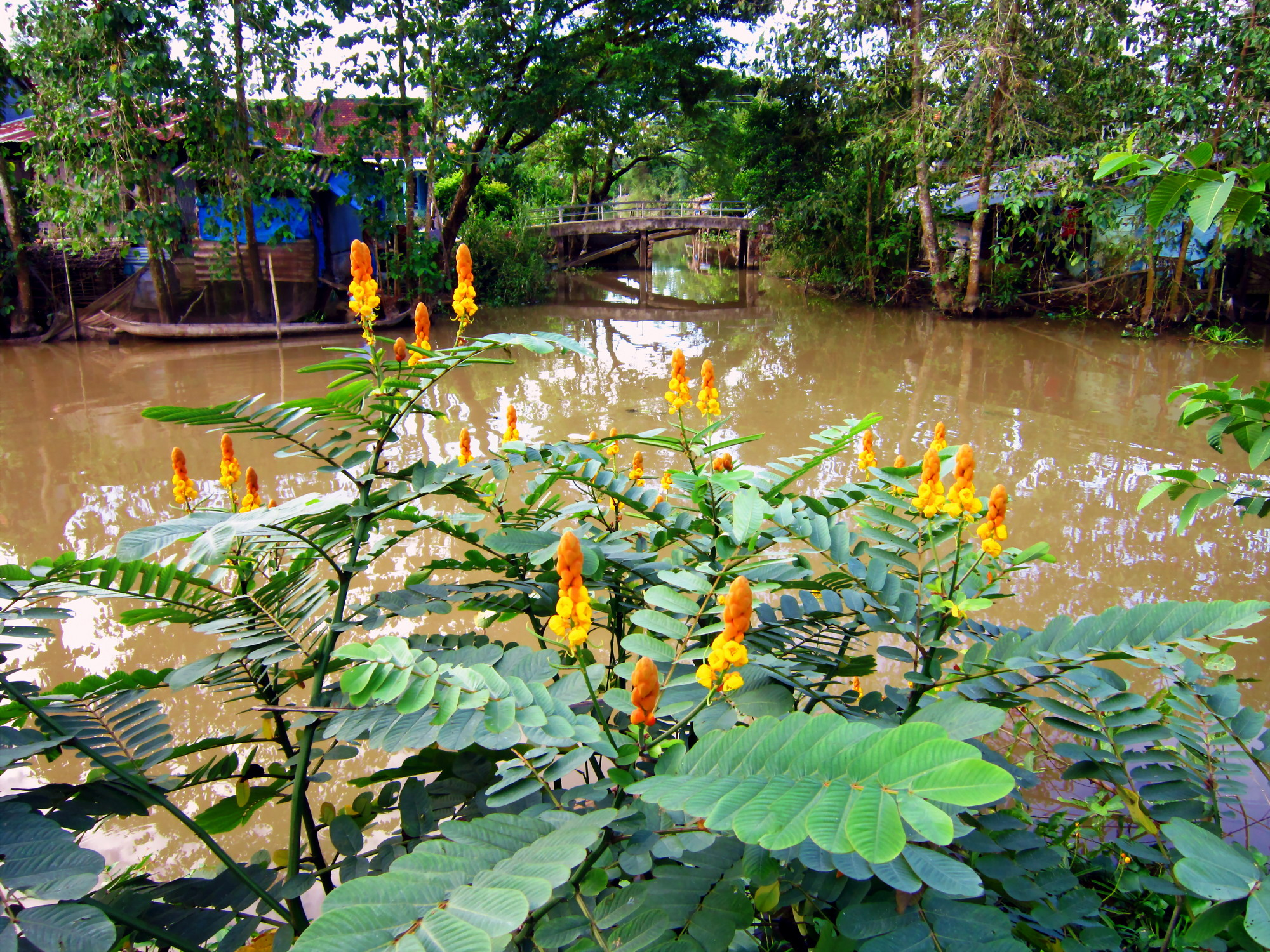
Muồng trâu ở miền Nam Việt Nam.
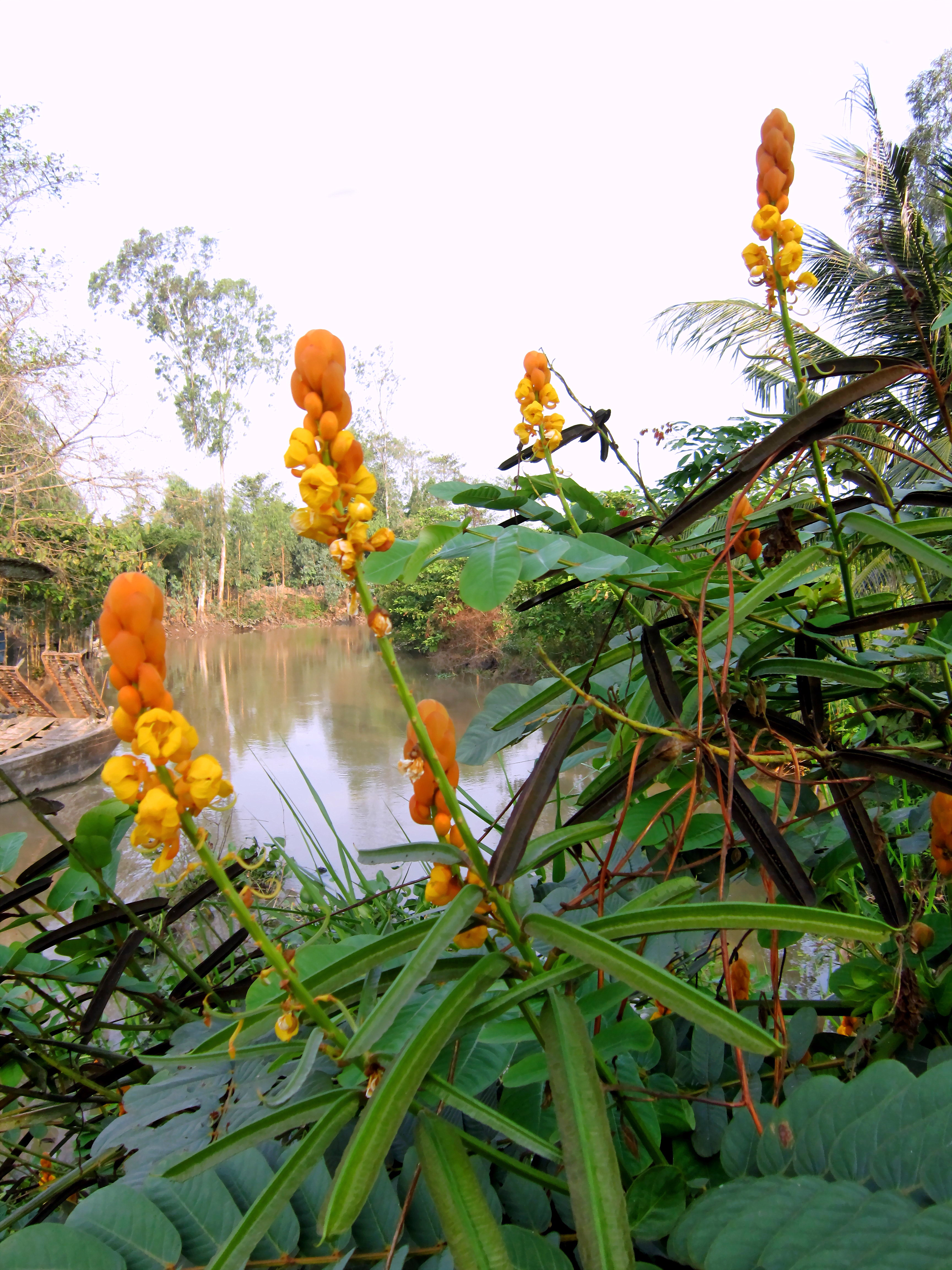
Hoa, lá và quả muồng trâu (quả tươi có màu xanh, quả khô có màu nâu sậm).